# El Palomar (Spagna)
El Palomar è un comune spagnolo di 588 abitanti situato nella comunità autonoma Valenciana.

## Geografia fisica

Posizione di El Palomar nella comarca del Valle de Albaida

Il territorio comunale è composto da tre zone diverse: la parte centrale, che è la più estesa, composta dal centro abitato e dalle aride campagne circostanti; un'appendice di territorio che si estende verso nord vicino a Montaverner; infine la Sierra de Palomar, territorio montano della sierra di Benicadell, che costituisce un'exclave posta a sud del centro.
Il punto più elevato del territorio comunale si trova a 865 msnm e quello meno elevato a 177 m.